# Коазар Жош
Коазар Жош (фр. Coizard-Joches) насеље је и општина у североисточној Француској у региону Шампањ-Арден, у департману Марна која припада префектури Еперне.
По подацима из 2011. године у општини је живело 82 становника, а густина насељености је износила 7,61 становника/km². Општина се простире на површини од 10,78 km². Налази се на средњој надморској висини од 280 метара.

## Демографија
| 1962. | 1968. | 1975. | 1982. | 1990. | 1999. | 2011. |
| ----- | ----- | ----- | ----- | ----- | ----- | ----- |
| 123   | 148   | 146   | 118   | 102   | 107   | 82    |

График промене броја становника у току последњих година